# Whangaehu (fleuve)
Le fleuve Whangaehu  (en anglais : Whangaehu River) est un important cours d’eau du centre de l’Île du Nord de la  Nouvelle-Zélande.

## Géographie

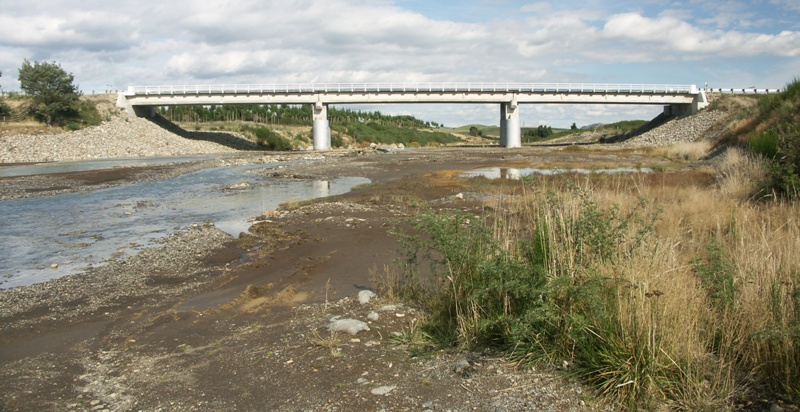
Le pont de la route nationale à Tangiwai.

La source du fleuve Whangaehu est le lac de cratère du mont Ruapehu sur le Plateau volcanique de l’Ile du Nord (Nouvelle-Zélande), d’où il s’écoule dans la mer de Tasman à huit kilomètres au sud-est de la ville de Wanganui. Actuellement[Quand ?] l’eau est déroutée à partir de sa source dans le cadre du programme d'équipement hydroélectrique de Tongariro (en).

## Longueur
Le fleuve s’écoule sur 135 km vers le sud en direction de la côte de côte de South Taranaki Bight (en) près de la ville de Whangaehu.

## Histoire
L’effondrement soudain d’une partie du mur du cratère de Ruapehu le 24 décembre 1953 conduisit au pire accident de chemin de fer de la Nouvelle-Zélande : le désastre de Tangiwai (en). Un lahar soudain formé d’eau boueuse a balayé le lit du fleuve, affaiblissant de façon significative les superstructures du pont de chemin de fer près du petit village de ‘Tangiwai’. Le train de nuit allant de ‘Wellington’ à ‘Auckland’ passa sur le pont quelques minutes après, causant son effondrement dans les eaux turbulentes du fleuve. Sur les 285 personnes que transportait le train, 151 voyageurs furent tués.
- 13 décembre 1859 : le pont fut emporté[1].
- En février 1862, James Coutts Crawford (en) publia un certain nombre d’anciennes chansons et « diverses choses » à propos de la ‘taniwha’, une d’elles parle du vécu de désastre du « Wangaehu bridge »[2].
- 1889 : une inondation fut causée par l’éruption du mont Ruapehu.
- 1895 : une nouvelle inondation fut causée par l’éruption du mont Ruapehu, après quoi le  « fleuve fut pendant plusieurs jours un simple canal de boue ».
- 24 décembre 1953 : désastre de Tangiwai (en).
- 18 mars 2007 : le cratère du mont Ruapehu  éclata envoyant dans l’air une quantité de matières estimée à 1,29 milliard de mètres cubes d’eau, de boue et de vase. Le système d'alarme Erlaws (en) du Ruapehu activa préventivement une alarme avec succès évitant tout accident grave. Le lahar qui en résulta, fut 50 % plus important que celui de 1953, qui avait causé le désastre de Tangiwai (en).

## Géologie
Souvent empoisonnée par des substances toxiques chimiques issues de l’activité volcanique dans et autour du mont Ruapehu, la partie supérieure du cours du fleuve commence par de l’eau de fonte d’un petit glacier. Quand l’eau chaude du lac déborde, elle entraîne rapidement la fonte de la glace et de la neige du glacier, formant un tunnel sous le glacier.